# Cleora oculata
Cleora oculata là một loài bướm đêm trong họ Geometridae.